# Helen's Bay
Helen's Bay (Cuan Héilin in gaelico irlandese) è un villaggio dell'Irlanda del Nord, situato nella contea di Down.